# Ammoconia senex
Ammoconia senex is een vlinder uit de familie uilen (Noctuidae). De wetenschappelijke naam is voor het eerst geldig gepubliceerd in 1828 door Geyer.
De soort komt voor in Europa.